# نيقولاي ليبيديف (ممثل)
نيقولاي ليبيديف (15 ديسمبر 1921 - 21 أغسطس 2022)، هو ممثل أفلام، من الاتحاد السوفيتي، ولد وتوفي في موسكو.

## التعليم
تعلم في كلية الفنون المسرحية في موسكو ‏.

## جوائز
حصل على جوائز منها:
- نيشان الشرف (24 أبريل 2008)
- وسام الحرب الوطنية من الدرجة 2  [لغات أخرى]‏
- فنان الشرف لجمهورية روسيا السوفيتية الاتحادية الاشتراكية [الإنجليزية]‏.

## وصلات خارجية
- نيقولاي ليبيديف على موقع IMDb (الإنجليزية)
- نيقولاي ليبيديف على موقع قاعدة بيانات الفيلم (الإنجليزية)